# اداره کل رفاه عربستان
اداره کل رفاه عربستان (عربی: الهيئة العامة للترفيه) یک سازمان دولتی عربستان است که در ۳۰ رجب ۱۴۳۷ هجری (۷ مه ۲۰۱۶) تأسیس شده‌است و همه مسائل مربوط به فعالیت‌های رفاهی را شامل می‌شود. نخستین رئیس آن احمد بن عقیل الخطیب است و از تاریخ ۱۸ ژوئن ۲۰۱۸ از پست خود برکنار شده‌است. در حال حاضر عمرو بن احمد باناجه مدیر عامل سازمان است.

## تاریخچه
تصمیم برای ایجاد اداره کل رفاهی یکی از تصمیمات سلطنتی بود که با دیدگاه پادشاهی برای چشم‌انداز آینده در سال ۲۰۳۰ مطابقت دارد؛ زیرا بخش سرگرمی در توسعه اقتصاد ملی عربستان سعودی بسیار مهم است و به عربستان امکان رقابت بین‌المللی می‌دهد. شاهزاده عربستان سعودی محمد بن سلمان بن عبدالعزیز بود.

## نقش اصلی
- تنوع و غنی‌سازی تجربه رفاهی: سازماندهی و توسعه بخش رفاهی در پادشاهی و ارائه گزینه‌ها و فرصت‌های تفریحی برای تمام بخش‌های جامعه، و ترغیب بخش خصوصی در ساخت و توسعه فعالیت‌های رفاهی. توفیر گزینه‌های در سراسر پادشاهی: ایجاد فرصت‌های رفاهی و سرگرمی جامع که مطابق با استانداردهای جهانی و ترویج روابط اجتماعی است.[۳][۴]
- حمایت از اقتصاد محلی: با کمک به تنوع منابع آن، افزایش تولید ناخالص داخلی، حمایت از شرکت‌های کوچک و متوسط و افزایش سرمایه‌گذاری مستقیم خارجی برای ایجاد شغل در بخش رفاهی و سرگرمی.[۵][۶][۷][۷]

## مدیریت
- توسعه برنامه‌ها و استانداردها برای ایجاد و مدیریت امکانات، تأسیسات و رویدادها.
- توسعه اقدامات کنترل و شاخص‌های عملکرد کلیدی برای ارزیابی عملکرد صنعت.
- ایجاد یک پایگاه داده شامل تمام امکانات دولتی که قادر به میزبانی برنامه‌های سرگرمی هستند.
- ایجاد مراکز خدماتی که مستقیماً با بخش‌های دولتی مشغول به فعالیت هستند، به منظور صدور روادید.
- همکاری و تبادل دانش و تجربه با سازمان‌های منطقه‌ای و جهانی، و همچنین آژانس‌هایی با تخصص در داخل و خارج از کشور.
- ارائه یک تقویم که شامل جزئیات فعالیت‌های سرگرمی است.
- ایجاد زیرساخت لازم با کیفیت بالا با تشویق سرمایه‌گذاری در بخش رفاهی و سرگرمی.
- پشتیبانی و حمایت از فعالیت‌های تفریحی سازماندهی شده توسط سازمان‌های دولتی و خصوصی مختلف از طریق هماهنگی با آنها.
- نمایندگی پادشاهی در پلاتفرم‌های منطقه ای و جهانی و در سازمان‌های مربوطه.

## هیئت مدیره
- ماجد القصبی
- فهد الجبیر
- محمد عبد اللطیف جمیل
- موسی العمران
- لمی السلیمان
- جوناثان تیترو
- جو زیناس[۸][۹]